# (100315) 1995 MZ1
(100315) 1995 MZ1 es un asteroide perteneciente al cinturón de asteroides, descubierto el 23 de junio de 1995 por el equipo del Spacewatch desde el Observatorio Nacional de Kitt Peak, Arizona, Estados Unidos.

## Designación y nombre
Designado provisionalmente como 1995 MZ1.

## Características orbitales
1995 MZ1 está situado a una distancia media del Sol de 2,721 ua, pudiendo alejarse hasta 3,522 ua y acercarse hasta 1,920 ua. Su excentricidad es 0,294 y la inclinación orbital 10,36 grados. Emplea 1639 días en completar una órbita alrededor del Sol.

## Características físicas
La magnitud absoluta de 1995 MZ1 es 15,2. Tiene 3,055 km de diámetro y su albedo se estima en 0,195.